# ジャーニーマン (アルバム)
『ジャーニーマン』(英語: Journeyman)は、1989年に発表されたエリック・クラプトンのアルバム。

## 解説
プロデューサーとしてラス・タイトルマンを起用。エリックの近作でプロデュースを担当していたフィル・コリンズは、今回は演奏面のみでの参加となった。
ミック・ジョーンズ（フォリナー）とエリックが共作した楽曲「バッド・ラヴ」はシングル・カットされ(日本ではホンダ・アスコットのCMソングとして起用された）、グラミー賞のベスト・ロック・ボーカル・パフォーマンス（男性）部門を受賞。
「ラン・ソー・ファー」は、親友ジョージ・ハリスンが本作のために書き下ろした新曲で、ジョージもギターとコーラスで参加。ジョージの死後に発表された「ブレインウォッシュド」でセルフカバーされている。この時、ジョージは「ザット・カインド・オブ・ウーマン」という曲も用意したが、クラプトンはデモ・テープを作るだけで終わる。そのテープはジョージからゲイリー・ムーアに渡され、ゲイリーのアルバム『スティル・ゴット・ザ・ブルーズ』（1990年）に、ゲイリーとジョージの共演によるバージョンが収録された。また、クラプトンのデモはチャリティー・アルバム『ノーバディズ・チャイルド-ルーマニアン・エンジェル・アピール』（1990年）に収録された。
若手ブルース・ギタリストとして頭角を現していたロバート・クレイが4曲に参加し、そのうち「オールド・ラヴ」はエリックとロバートの共作。

## 収録曲
1. プリテンディング - Pretending (Jerry Williams)
2. エニシング・フォー・ユア・ラヴ - Anything for Your Love (J. Williams)
3. バッド・ラヴ - Bad Love (Eric Clapton, Mick Jones)
4. ランニング・オン・フェイス - Running on Faith (J. Williams)
5. ハード・タイムス - Hard Times (Ray Charles)
6. ハウンド・ドッグ - Hound Dog (Jerry Leiber, Mike Stoller)
7. ノー・アリバイ - No Alibis (J. Williams)
8. ラン・ソー・ファー - Run So Far (George Harrison)
9. オールド・ラヴ - Old Love (E. Clapton, Robert Cray)
10. ブレイキング・ポイント - Breaking Point (J. Williams, Marty Grebb)
11. リード・ミー・オン - Lead Me on (Cecil Womack, Linda Womack)
12. ビフォー・ユー・アキューズ・ミー - Before You Accuse Me (E. McDaniel)

## レコーディング・メンバー
- エリック・クラプトン - ギター, ボーカル
- フィル・コリンズ - ドラムス、ボーカル
- デイヴィッド・サンボーン - アルト・サックス
- ロバート・クレイ - ギター
- フィル・パーマー - ギター
- ジョン・トロペイ - リズムギター
- ジョージ・ハリスン - ギター、ハーモニー・ボーカル
- セシル・ウーマック - アコースティック・ギター、ボーカル
- ジェリー・ウィリアムズ - ギター、ハーモニー・ボーカル
- ネイザン・イースト - ベース、バッキング・ボーカル
- ピノ・パラディーノ - ベース
- ダリル・ジョーンズ - ベース
- ゲイリー・バートン - ヴィブラフォン
- ハンク・クロフォード - アルト・サックス
- ロニー・キューバー - バリトン・サックス
- デヴィッド・ファットヘッド・ニューマン - テナー・サックス
- ジョン・ファディス - トランペット & ホーン
- ルー・ソロフ - トランペット
- スティーヴ・フェローン - ドラムス、ハイハット
- ジム・ケルトナー - パーカッション、ドラムス、タンバリン、ドラム・プログラミング
- ジェフ・ボーヴァ - シンセサイザー、プログラミング、ドラム・プログラミング、ホーン
- Jimmy Bralower - ドラム・プログラミング
- アラン・クラーク - シンセサイザー、キーボード、ハモンドオルガン、シーケンス
- ロビー・コンダー - シンセサイザー、ハーモニカ、キーボード、ヴォコーダー、ドラム・プログラミング
- ロブ・マウンジー - シンセサイザー
- ロビー・キルゴア - シンセサイザー
- グレッグ・フィリンゲインズ - シンセサイザー、ピアノ、キーボード
- リチャード・ティー - ピアノ、ローズ・ピアノ
- キャロル・スティール - パーカッション、コンガ、タンバリン
- アリフ・マーディン - アレンジャー、ストリングス・アレンジ
- リンダ・ウーマック - ボーカル
- ダリル・ホール - ハーモニー・ボーカル
- タワサ・エイジー - バッキング・ボーカル
- Lani Groves - バッキング・ボーカル
- チャカ・カーン - バッキング・ボーカル
- テッサ・ナイルズ - バッキング・ボーカル
- ヴァニース・トーマス - バッキング・ボーカル